# 兴平 (唐㝢之)
兴平（486年）是南朝浙江富阳、钱塘的农民起义领袖唐寓之所建立的吴国的年号，共计1年。

## 纪年
| 兴平 | 元年  |
| 公元 | 486年 |
| 干支 | 丙寅  |

## 參看
- 中国年号列表
  - 其他使用兴平年號的政權
- 同期存在的其他政权年号
  - 永明（483年正月—493年十二月）：南朝齊齊武帝萧赜的年号
  - 太和（477年正月-499年十二月）：北魏政权魏孝文帝元宏年号
  - 太平（485年-491年）：柔然政权伏名敦可汗豆崙年号